# Papiu Ilarian
Papiu Ilarian là một xã thuộc hạt Mureș, România. Dân số thời điểm năm 2002 là 1013 người.